# Kumiała
Kumiała [kuˈmjawa] est un village polonais de la gmina de Korycin dans le powiat de Sokółka et dans la voïvodie de Podlachie. Il se situe à environ 12 kilomètres à l'est de Korycin, à 28 kilomètres à l'ouest de Sokółka et à 40 kilomètres au nord de Białystok. 